# Mosè in Egitto
Mosè in Egitto (Mozes in Egypte), in de Franse versie bekend als Moïse et Pharaon, ou Le passage de la Mer Rouge (Mozes en Farao, of De tocht door de Rode Zee) is een opera in drie bedrijven geschreven door Gioacchino Rossini. Het werk ging in première op 5 maart 1818 in het in 1817 na een brand heropende Teatro San Carlo in Napels.

## Achtergrond
Het werk is los gebaseerd op de Exodus uit Egypte van de Israëlieten, geleid door Mozes, geschikt gemaakt voor het operatoneel door de introductie van een liefdesthema, waarin Farao's zoon Amenophis (tenor) hun vertrek tracht te voorkomen, aangezien hij de Israëlitische Anaïs (soprano) liefheeft. De opera opent met een verduisterd toneel, als de plaag van de duisternis wordt verjaagd door Mozes' gebed, en het eindigt met het schouwspel van het uiteenscheiden van de Rode Zee en het verdrinken van Farao's leger, dat bij de première gelach teweegbracht vanwege de gebrekkige machinerie op het toneel, hoewel de opera het technische feil overwon en een succes werd.
Het libretto, van Andrea Leone Tottola, was gebaseerd op een toneelstuk van Francesco Ringhieri, L'Osiride, uit 1760. Op de affiches aangekondigd als een azione tragico-sacra, ontdook het gewijde drama met enkele kenmerken van een oratorium het verbod van wereldlijke voorstellingen gedurende de lijdenstijd.
Rossini bewerkte de opera voor Napels in 1819, toen hij de aria met Mozes' gebed ('"Dal tuo stellato soglio") opnam, die een van de geliefdste operafragmenten van die tijd werd, geïnspireerd door een aantal variaties voor viool en piano door Niccolò Paganini, en die bij concertuitvoeringen nog wordt gehoord.
Het Parijse publiek had het werk reeds gezien, zowel in een uitvoering door de Parijse Opéra, aan het Théâtre de l'Académie Royale de Musique en aan het Théâtre des Italiens voor Rossini het voor de Parijs Opéra bewerkte, nu in vier bedrijven met een ballet, waar het op 26 maart 1827 in première ging, met de titel Moïse et Pharaon, ou Le Passage de la Mer Rouge, met een vertaling en toevoegingen aan het libretto door Luigi Balocchi en Victor Joseph Etienne de Jouy, die het libretto voor Rossini’s laatste opera Guillaume Tell zou meeschrijven.

## Rolverdeling
| Rol Napolitaanse versie/ Parijse versie | stemtype     | Napolitaanse premièrebezetting, 5 maart 1818 (dirigent: Nicola Festa) | Parijse premièrebezetting, 26 maart 1827 (dirigent: - ) |
| --------------------------------------- | ------------ | --------------------------------------------------------------------- | ------------------------------------------------------- |
| Mosè/Moïse (Mozes)                      | bas          | Michele Benedetti                                                     | Nicholas-Prosper Levasseur                              |
| Faraone/Pharaon (Farao)                 | bas          | Raniero Remorini                                                      | Henri-Bernard Dabadie                                   |
| Amaltea/Sinaide, zijn vrouw             | sopraan      | Frederike Funck                                                       | Louise-Zulme Dabadie                                    |
| Osiride/Aménophis, hun zoon             | tenor        | Andrea Nozzari                                                        | Adolphe Nourrit                                         |
| Elcia/Anaï, een Hebreeuws meisje        | sopraan      | Isabella Colbran                                                      | Laure Cinti-Damoreau                                    |
| Aronne/Elézer (Aäron)                   | tenor        | Giuseppe Ciccimarra                                                   | Alexis Dupont                                           |
| Amenofi/Marie, Mozes' zuster            | mezzosopraan | Maria Manzi                                                           | Mori                                                    |
| Mambre/Aufide, een priester             | tenor        | Gaetano Chizzola                                                      | Ferdinand Prévôt                                        |
| (geen rol)/Osiride, de hogepriester     | bas          |                                                                       | Bonel                                                   |
| (geen rol)/een geheimzinnige stem       | bas          |                                                                       | Bonel                                                   |

## Instrumentatie
- De orkestbezetting luidt: 2 fluiten/2 piccolo’s, 2 hobo’s, 2 klarinetten, 2 fagotten, 4 Franse hoornen, 2 trompetten, 3 trombones, serpent, pauken, grote trom, bekkens, triangel, Banda Turca, Harp, strijkers.
- Op toneel: muziekgroep (piccolo, quartino, 4 klarinetten, 2 Franse hoornen, 4 trompetten, 2 trombones, serpent, bass drum).

## Geselecteerde opnamen
1. Met Nicola Rossi-Lemeni en Anita Cerquetti onder leiding van Tullio Serafin (Eklipse)
2. Met Ruggero Raimondi en June Anderson onder leiding van Claudio Scimone (1981, Philips 420 109-2)
3. Met Ruggero Raimondi en Carol Vaness onder leiding van Wolfgang Sawallisch (Orfeo D'of)